# Irresponsable
Irresponsable est une série télévisée française en trente épisodes de 26 minutes créée par Frédéric Rosset et réalisée par Stephen Cafiero, produite par Tetra Media Fiction/La Pépinière, et diffusée entre le 20 juin 2016 et le 2 janvier 2020 sur OCS City.

## Synopsis
Julien, 31 ans, est contraint de retourner vivre chez sa mère à la suite de difficultés financières et de difficultés à s'assumer malgré son âge. De retour dans sa ville natale, il retrouve par hasard son amour de jeunesse, Marie. Cette dernière a un fils de 15 ans, Jacques, dont il est le père.
Julien, bien que ne s'étant jamais comporté comme un adulte responsable mais plutôt comme un ado en crise, est bien décidé à assumer son rôle de père avec toutes les difficultés que cela implique.

## Distribution
- Sébastien Chassagne : Julien Chandelier
- Marie Kauffmann : Marie de Jade
- Théo Fernandez : Jacques de Jade
- Nathalie Cerda : Sylvie Chandelier
- Vincent Steinebach : Adrien
- Julie Farenc-Deramond : Léa
- Matilda Marty : Emma

### Saison 1
- Philippe Résimont : Le principal
- Cyril Couton : Alexandre Maillard
- Juliette Bettencourt : Juliette
- Arthur Choisnet : Paul
- Nathalie Besançon : Anne Robinson
- Bruno Paviot : Georges Robinson
- Baptiste Delas : Benoît
- Marie Rousseau : Eliane de Jade
- Laurent Claret : Henri de Jade
- Marc Delarue : Marc
- Didier Michon : Côme
- Isabelle Rener : La CPE
- Myrtille Rener : Madame Planchais
- Isa Mercure : La commissaire
- Romain Vissol : Guillem
- Freddy Gladieux : Nico
- Arthur Pillu-Perier : Yann
- Damien Ferdel : Julien à 15 ans
- Lou Levy : Marie à 15 ans

### Saison 2
- Sam Karmann : Jean-Pierre
- Amel Charif : Sam
- Marin Judas : Dylan
- Bruni Makaya : Yanis
- Charlie Nelson : Louis
- Christine Paolini : Catherine
- Adrien Ménielle : Le banquier
- Méliane Marcaggi : Femme couple locataire
- Christophe Duthuron : Homme couple locataire
- Hélène Foubert : Nathalie, mère d'Emma
- Olivier Charasson : François, père d'Emma
- Évelyne El Garby-Klaï : Dr Isabelle Soulet

### Saison 3
- Allison Chassagne : Julie
- François Rollin : Michel
- Marie Matheron : Jeanne Martineau
- Loïc Legendre : Hervé, le responsable magasin
- Philippe Dusseau : Gynécologue
- Adama Diop : Olivier Dimmers
- Mathias Timsit : Ahmed, le voisin
- Caroline Donnelly : Béatrice
- Jean-Pol Brissart : Didier
- Jean-Luc Porraz : Patrick
- Stephen Cafiero : Médecin
- Camille Rosset : Vendeuse

## Fiche technique
- Titre original : Irresponsable
- Titre international : Beautiful Loser
- Création : Frédéric Rosset
- Réalisation : Stephen Cafiero
- Scénario : Frédéric Rosset, Camille Rosset et Maxime Berthemy (selon les épisodes)
- Musique : Romain Vissol
- Générique : Victor Haegelin
- Production : Antoine Szymalka
  - Production déléguée : Jean-François Boyer et Emmanuel Daucé
- Société de production : Tetra Media Fiction / La Pépinière
- Diffuseur : OCS
- Pays d'origine :  France
- Langue : français
- Durée : 26 minutes
- Dates de diffusion : 20 juin 2016 (saison 1), 22 février 2018 (saison 2), 5 décembre 2019 (saison 3)

## Développement
En 2014, Frédéric Rosset, alors étudiant à La Femis dans la filière "Création de séries TV" présente Irresponsable comme projet de fin d'études. Avec le premier épisode dialogué et la bible, il obtient les félicitations du jury. Remarqué, entre autres, par les producteurs de Tetra Media Fiction il décide de poursuivre l'aventure avec eux. OCS s'engage rapidement sur le projet et Frédéric Rosset écrit les 9 autres épisodes de la première saison avec sa sœur, Camille Rosset (épisodes 1, 2, 4, 5, 7, 10), et son camarade de la Fémis, Maxime Berthémy (épisode 9).
Pendant l'écriture de la saison, un pilote réalisé par Émilie Noblet est tourné au sein de la Fémis, et diffusé au festival Séries Mania en avril 2015 dans le cadre d'une projection spéciale des exercices pilote de la Fémis, puis au Festival Série Series de Fontainebleau en juillet. L'accueil public et critique confirme le potentiel de la série. À noter que dans ce pilote, Sébastien Chassagne (Julien), Vincent Steinebach (Adrien) et Isa Mercure (la commissaire) tenaient déjà leur rôle.
Les saisons 2 et 3 ont été entièrement co-écrites par Frédéric Rosset et Camille Rosset, et Stephen Cafiero en est toujours l'unique réalisateur.

### Tournage
La saison 1, réalisée par Stephen Cafiero, entre en tournage en octobre 2015 pour 23 jours. Une large partie des décors se trouvent à Chaville, lieu de l'action de la série et ville d'origine du créateur Frédéric Rosset.
La saison 2 a été tournée en 24 jours, en mai/juin 2017. La saison 3 a été tournée en 29 jours, en septembre/octobre 2018.

## Épisodes

### Première saison (2016)
Épisode 1Le fils prodigue - Partie 1
Julien, 31 ans, revient vivre chez sa mère, Sylvie, après avoir perdu son boulot et son appartement. De retour dans sa ville natale de Chaville, il croise son amour de jeunesse, Marie, alors qu'il passe un entretien d'embauche dans son ancien collège. Julien n'a pas idée du bouleversement que vont amener ces retrouvailles.
Épisode 2Le fils prodigue - Partie 2
Julien décide de quitter Chaville maintenant qu'il sait pour son fils Jacques, mais ce dernier l'appelle pour lui proposer les services de son dealer. Julien, curieux, accepte sans lui dire la vérité.
Épisode 3La réunion parents/profs
Julien et Jacques tentent de convaincre Marie de les laisser se voir. Julien voit dans la réunion parents/profs une occasion de montrer qu'il peut être un bon père.
Épisode 4La maman à Benoît
Marie et Julien sont convoqués par les parents du meilleur ami de Jacques, Benoît. Ce dernier avait de la drogue dans sa chambre et ses parents accusent Jacques de l'avoir amenée. Julien tente tant bien que mal de sauver le coup.
Épisode 5À la recherche du Jacques perdu
Jacques a disparu et tout porte à croire qu'il a fugué. Marie, paniquée, se tourne vers Julien et ils vont ensemble à la recherche de leur fils. Un périple qui leur permet surtout de régler leurs comptes.
Épisode 6Comme un poisson dans l'eau
Jacques, toujours fâché contre son père, l'appelle pour lui dire ce qu'il a sur le cœur alors qu'il est à une soirée entre amis, complètement saoul. Julien va le rejoindre, espérant pouvoir se réconcilier avec son fils.
Épisode 7Retour vers le refoulé
Julien reçoit Léa, sa meilleure amie parisienne. Ils découvrent que Marie est avec Adrien, un ancien camarade de classe. Julien décide de prétendre que Léa est sa petite amie, et invite Marie et Adrien à un apéro dinatoire entre couples.
Épisode 8Seize ans et neuf mois plus tard
Marie organise une fête pour l'anniversaire de Jacques sans y convier Julien. Vexé, celui-ci se rend chez elle et découvre que ses parents sont là. Julien et les parents de Marie s'engagent alors dans un règlement de comptes au cours duquel certains secrets seront révélés.
Épisode 9L'amour qui gratte
Marie, en quête d'une seconde jeunesse, passe ses soirées à Paris avec Léa. Un soir, Julien décide de les rejoindre mais croise alors d'ancienne connaissances qu'il aurait préféré éviter. Dans le même temps, Jacques fait plus ample connaissance avec sa grand-mère, Sylvie.
Épisode 10Si si la famille
Après avoir passé la nuit ensemble, Julien et Marie promettent de se revoir rapidement. Mais, deux semaines plus tard, Julien n'a toujours aucune nouvelle et décide donc d'aller confronter Marie au collège. Les événements prennent alors une tournure surprenante pour Julien.

### Deuxième saison (2018)
Cette deuxième saison a été diffusée à partir du 22 février 2018.
1. Le Début d'une nouvelle vie
2. Les jeux sont faits, rien ne va plus !
3. Tout sauf rentrer
4. Vis ma vie de Marie
5. La Précarité de nos principes
6. Les Mystères du sexe
7. Boules puantes et sentiments
8. Analyse moi, idiot
9. La Fête à la maison
10. Ne nous précipitons pas

### Troisième saison (2019)
La troisième saison, pensée pour être la dernière, a été diffusée à partir du 5 décembre 2019,.
1. Quel sera notre futur ?
2. Fin de Chapitre
3. La Voisine cheloue
4. Les Ovaires de ma meilleure amie
5. Jacques a bon dos
6. The best cop of Catcity
7. Je te tiens, tu me tiens…
8. Maux de bide
9. Le Jour d'après
10. Le Bilan, calmement

## Accueil

### Accueil critique
La série est bien reçue par la critique. 20 minutes parle d'une « dramédie générationnelle juste et touchante aidée par son très bon casting » tandis que Grazia souligne un « scénario et [des] personnages solides » et un « rythme efficace ». Pour Pierre Sérisier dans Le Monde, la série « ne s'interdit pas les situations scabreuses […] qui ne virent jamais dans le graveleux, ni dans la déconne potache. La subtilité est là, évidente, oscillant entre le léger et le grave. »
La performance de Sébastien Chassagne, notamment, est remarquée par plusieurs critiques comme Alain Carrazé qui parle d'un « jeu subtil et décalé » dans VDS ou encore Pierre Langlais, qui le décrit comme une « sorte de Woody Allen de l'ère Judd Apatow » et « une révélation » pour Télérama.

### Distinctions
Irresponsable Saison 1 a été sélectionnée en compétition officielle au festival Séries Mania en avril 2016. Elle a reçu le Prix du jury de la meilleure série du COLCOA French Film Festival de Los Angeles en mai 2017. Sébastien Chassagne a, quant à lui, reçu le prix de l'Association française des Critiques de Séries (A.C.S.) 2017 dans la catégorie "Meilleur Acteur". La série était nommée dans quatre catégories sur six (meilleure série, meilleur scénario, meilleur acteur, meilleure production).
Irresponsable Saison 2 a été sélectionnée hors compétition au Festival d'Alpe d'Huez 2018, et en compétition officielle au Festival des Créations Télévisuelles de Luchon 2018, où elle a reçu deux prix : meilleur réalisateur pour Stephen Cafiero, et meilleur espoir masculin pour Sébastien Chassagne. Elle a gagné trois prix sur six aux Prix de l'Association française des Critiques de Séries (A.C.S.) 2018 : meilleure série, meilleur scénario pour Frédéric Rosset et Camille Rosset, et meilleur acteur pour Sébastien Chassagne.
Irresponsable Saison 3 a été sélectionnée hors compétition au festival Séries Mania en mars 2019, et en compétition officielle au festival de La Rochelle en septembre 2019.